# 克洛斯特费斯拉
克洛斯特费斯拉（德語：Kloster Veßra）是德国图林根州的市镇，隶属于希尔德布格豪森县。总面积为19.77平方千米，截至2023年12月31日总人口为265人。

## 图库

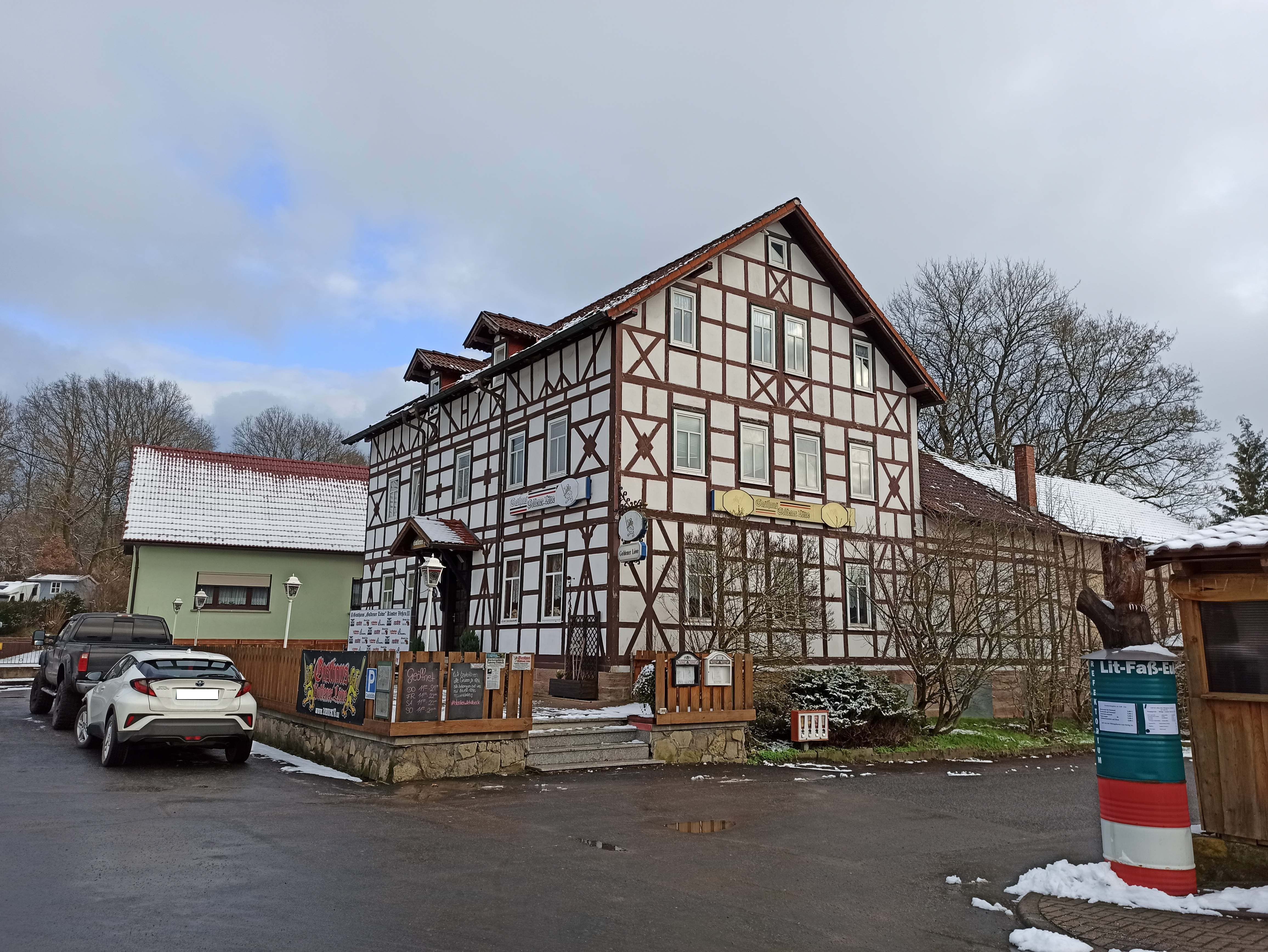
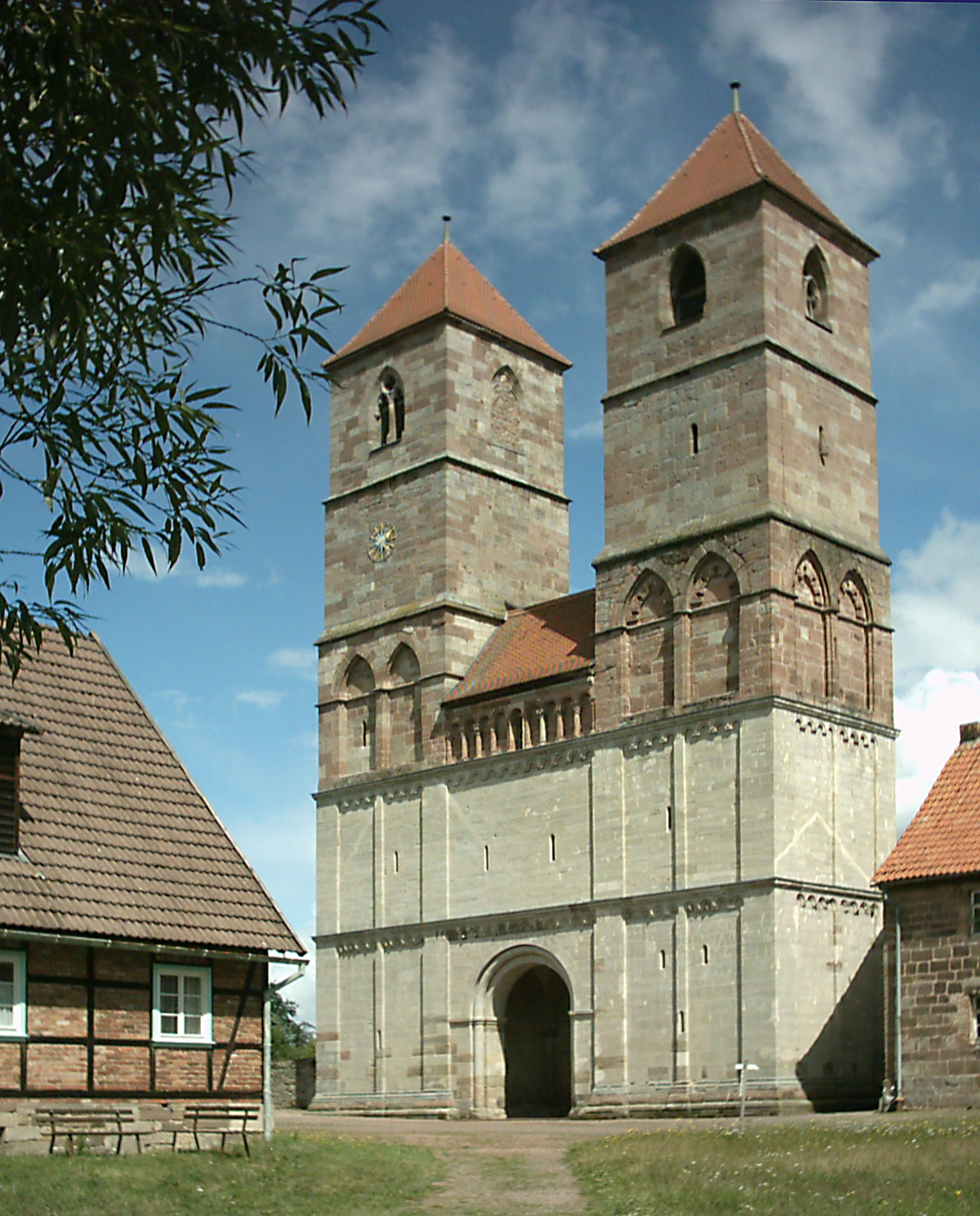
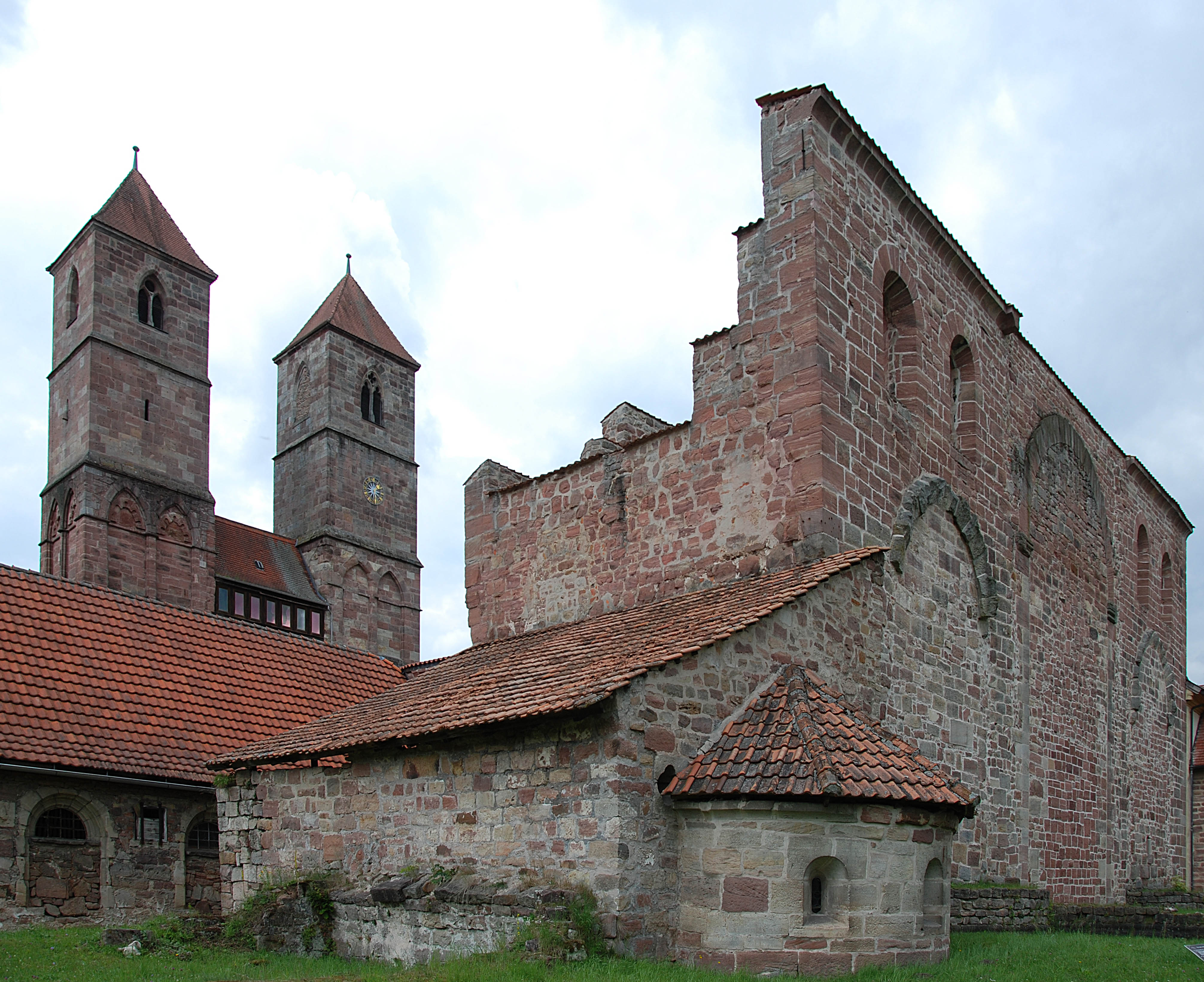
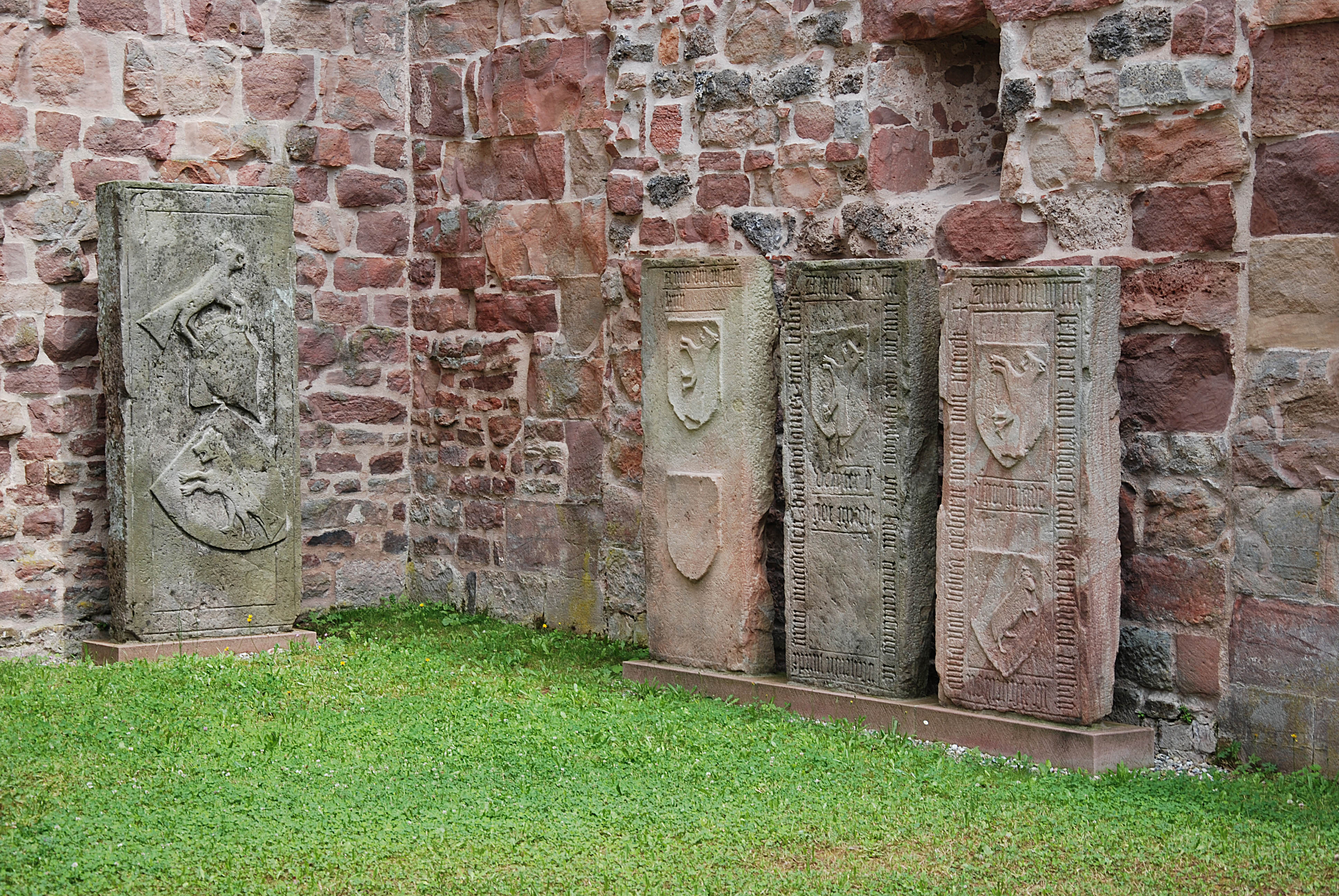
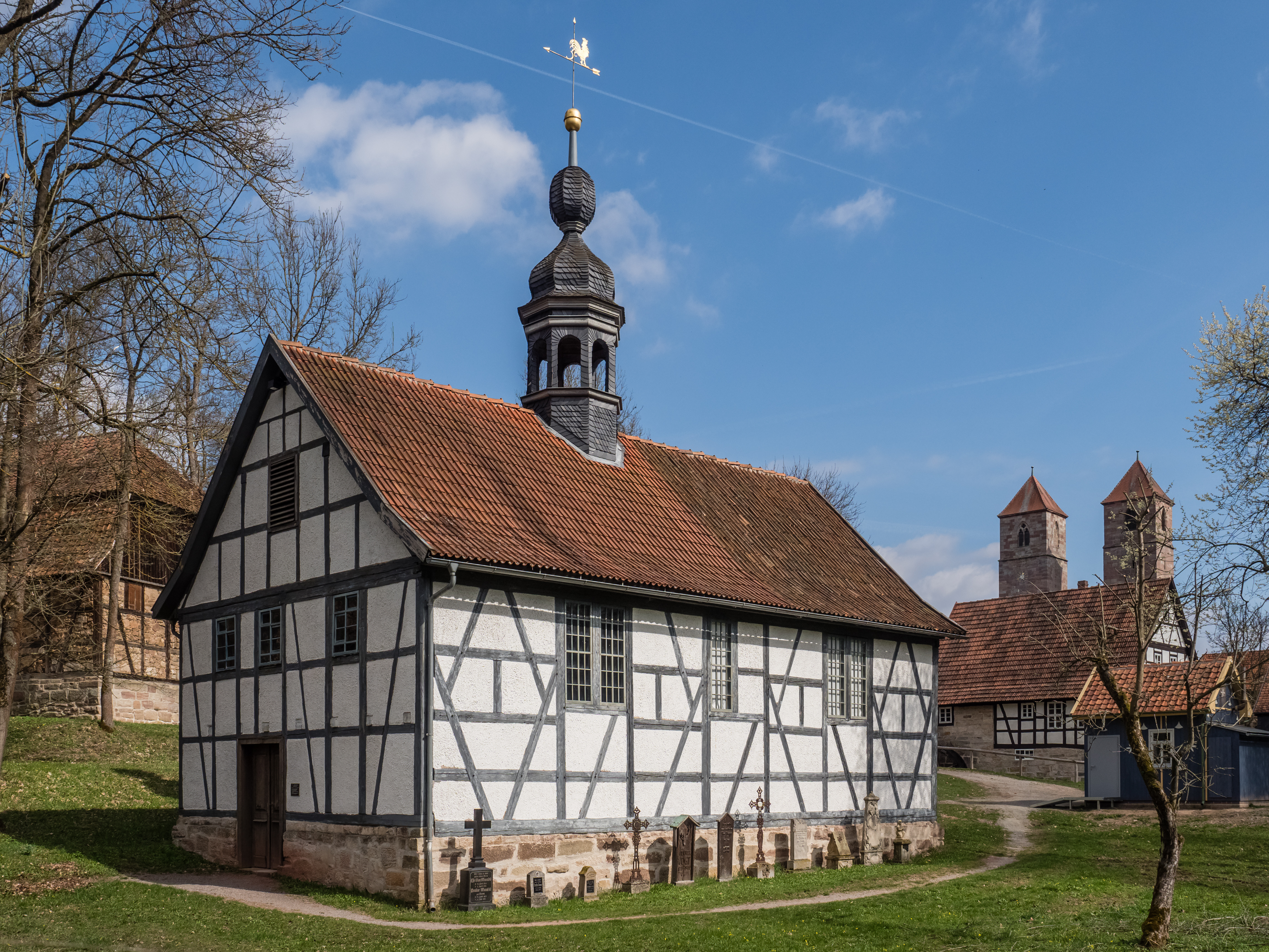